# 등대꽃나무
등대꽃나무는 진달래과에 딸린 떨기나무이다. 일본 원산이며 관상용으로 재배한다.

## 생태
가지가 돌려나며 비스듬히 퍼진다. 높이는 4~5m이다. 잎은 가지 끝에서 뭉쳐나고 돌려난 것처럼 보이며 타원형 또는 도란형이다. 꽃은 6~7월에 총상꽃차례를 이루어 가지 끝에서 밑으로 처지며 5~15개의 꽃이 달린다. 꽃받침은 녹색이고 5개로 갈라지며, 갈라진 조각은 피침형이다. 화관은 종 모양이고 가장자리가 5개로 얕게 갈라진다. 수술은 10개이고 수술대에 털이 있으며 꽃밥에 2개의 돌기가 있다. 열매는 삭과로 난상 장타원형이다.